# ولادیسلاو جوکیچ
ولادیسلاو جوکیچ (سیریلیک صربی: Владислав Ђукић؛ زادهٔ ۷ آوریل ۱۹۶۲) بازیکن فوتبال اهل یوگسلاوی بود.
از باشگاه‌هایی که در آن بازی کرده‌است می‌توان به باشگاه فوتبال چزنا و باشگاه فوتبال پارتیزان اشاره کرد.
وی همچنین در تیم ملی فوتبال یوگسلاوی بازی کرده‌است.